# Agrilus praepolitus
Agrilus praepolitus é uma espécie extinta de inseto coleóptero polífago pertencente à família dos buprestídeos. É um dos representantes do gênero Agrilus.
Sendo conhecida apenas através do registro fóssil, seria descrita formalmente apenas em meados de 1914, ao ser, então, redescoberta pelo entomólogo estadunidense Henry Frederick Wickham. De acordo com as informações fornecidas em seu tipo nomenclatural, atualmente encontrado no Museu de Zoologia Comparativa de Harvard, o espécime é datado do período Mioceno, sendo extinto, aproximadamente, entre 23 e 5 milhões de anos atrás.